# Чепелевка
Чепелевка (укр. Чепелівка) — село в Красиловском районе Хмельницкой области Украины.
Население по переписи 2001 года составляло 1061 человек. Почтовый индекс — 31056. Телефонный код — 3855. Занимает площадь 2,713 км². Код КОАТУУ — 6822789101.

## Местный совет
31056, Хмельницкая обл., Красиловский р-н, с. Чепелевка, ул. Петра Шемчука